# Låktajaure
Låktajaure är en sjö i Kiruna kommun i Lappland och ingår i Torneälvens huvudavrinningsområde. Sjön har en area på 1,7 kvadratkilometer och ligger 449 meter över havet. Sjön avvattnas av vattendraget Paktajåkka.

## Delavrinningsområde
Låktajaure ingår i det delavrinningsområde (759597-160538) som SMHI kallar för Utloppet av Låktajaure. Medelhöjden är 508 meter över havet och ytan är 10,94 kvadratkilometer. Räknas de 2 avrinningsområdena uppströms in blir den ackumulerade arean 52,55 kvadratkilometer. Paktajåkka som avvattnar avrinningsområdet har biflödesordning 2, vilket innebär att vattnet flödar genom totalt 2 vattendrag innan det når havet efter 496 kilometer. Avrinningsområdet består mestadels av skog (19 procent) och kalfjäll (62 procent). Avrinningsområdet har 2,12 kvadratkilometer vattenytor vilket ger det en sjöprocent på 19,3 procent.